# الوغليسية
الوغليسية المشهورة بـ المقدمة الوغليسية على مذهب السادة المالكية، للإمام عبد الرحمن الوغليسي البجائي الزواوي المعروف بسيدي بوزيد الوغليسي (المتوفى 786 هـ).

## نبذة عن سيدي بوزيد الوغليسي
هو أبو زيد عبد الرحمن بن أحمد بن عبد الله الوغليسي البجائي الزواوي، الفقيه الأصولي المحدّث المفسر المفتي، ولد في عرش آث وغليس قرب سيدي عيش من أعمال جرجرة سنة 702 هـ.
وهو عمدة أهل زمانه في القرن الثامن الهجري وفريد عصره وأوانه شيخ الجماعة بمسجد عين البربر في قصبة بجاية.
أخذ، مع زميله «محمد بن عبد الصمد المشدالي»، عن الإمام «أبي العباس أحمد بن إدريس البجائي» وغيره.
وتتلمذ عليه بلقاسم المشدالي وعلي المنجلاتي وغيرهما.
له تأليف كثيرة منها الأحكام الفقهية تسمى الوغليسية ومقدمة في الفقه وفتاوى مشهورة.
قال ابن الخطيب القسنطيني: «توفي سنة ست وثمانين وسبعمائة ببجاية».
وذكر ابن قنفذ القسنطيني في كتاب الوفيات أنه في سنة ست وثمانين وسبعمائة توفي الشيخ الفقيه الصالح المفتي أبو زيد عبد الرحمن الوغليسي ببجاية.

## التسمية
توجد عدة تسميات لكتاب الوغليسية، منها: «عمدة البيان في معرفة فروض الأعيان»، و«الأحكام الفقهية»، و«مقدمة في الفقه»، و«مقدمة في العقيدة»، و«الجامعة في الأحكام الفقهية»، وغيرها.

## وصف
كتاب «المقدمة الوغليسية» هو مؤلف في العقيدة الأشعرية والفقه المالكي والتصوف الجنيدي يُعتبر من مكونات المرجعية الدينية الجزائرية.
وقد تم ختم تأليفه من طرف العلامة عبد الرحمن الوغليسي في بجاية خلال عام 751هـ الموافق لسنة 1351م.
ويُعتبر هذا الكتاب في مجلد واحد من بين المختصرات في فقه السادة المالكية المعروفة بالمقدمات.
وتعتبر المقدمات الفقهية بما فيها من اختصار، نموذجا لبعض المتأخرين عن الاستدلال لما يوردونه في مختصراتهم، والاقتصار على رؤوس المسائل الفقهية مجردة من الدلائل، وذلك من قبيل تسهيل حفظ المتون.
وجاء مجلد «المقدمة الوغليسية» على شكل سفر صغير الحجم عظيم النّفع، وضعه عالم الجزائر وعمدة أهل زمانه الإمام الوغليسي.
وجاءت المسائل الفقهية في الكتاب في نحو اثنين وعشرين مبحثًا، مهّد لها ببيان أقسام الأحكام التكليفية، وشملت هذه المسائل أحكام الطهارة والصلاة والصيام، وخصّص القسم الأخير من الكتاب لمباحث في المواعظ والرقائق والزهد جاءت في نحو أحد عشر مبحثًا.
وقد طغى على الكتاب منهج الاختصار مع السّلاسة في الإفهام بالنّظر إلى طبيعة التّأليف ومقصده، إذ يكتفي المؤلّف بذِكر رؤوس المباحث والقضايا مقتصرًا على المشهور، وإذا جرى به القلم في المسألة لا يتعدّى سطرين أو ثلاثة إلّا ما ندر، ويحرص على الاستدلال بالآيات والأحاديث فيما يستوجبه الأمر كمباحث الإسلام والإيمان والإحسان، ويورد نقولاً عن بعض الصّالحين.

## الخصائص
افتتح سيدي بوزيد الوغليسي مقدمته بمباحث عقدية عرّف من خلالها بالإسلام والإيمان وأركانهما وأورد حديث جبريل -عليه السلام- في الباب، ثم نصّ على الباعث من تأليف الكتاب بقوله:
وجاءت المسائل الفقهية في الكتاب في نحو اثنين وعشرين مبحثاً، مهّد لها ببيان أقسام الأحكام التكليفية، وشملت هذه المسائل أحكام الطهارة والصلاة والصيام، وخصّص القسم الأخير من الكتاب لمباحث في المواعظ والرقائق والزهد جاءت في نحو أحد عشر مبحثاً.
وقد طغى على الكتاب منهج الاختصار مع السلاسة في الإفهام بالنظر إلى طبيعة التأليف ومقصده، إذ يكتفي المؤلف بذكر رؤوس المباحث والقضايا مقتصراً على المشهور، وإذا جرى به القلم في المسألة لا يتعدى سطرين أو ثلاثة إلا ما ندر، ويحرص على الاستدلال بالآيات والأحاديث فيما يستوجبه الأمر كمباحث الإسلام والإيمان والإحسان، ويورد نقولاً عن بعض الصالحين.
ولا يذكر المؤلف رحمه الله مصادره بالكتاب حاشا «إحياء علوم الدين» من تأليف أبي حامد الغزالي الذي صرح به في ديباجة الكتاب، ومعلوم عناية العامة والخاصة بهذا السفر، لكن مما لا شك فيه أن الإمام الوغليسي جمع مادته وانتقاها مما توفر له من أمهات دواوين الفقه المالكي.

## تحقيق
تم تحقيق ثلاثة مخطوطات من «المقدمة الوغليسية» من طرف المحقق «أمل محمد نجيب» ليتم إصدار الطبعة الأولى منه خلال عام 1428هـ الموافق لسنة 2007م من طرف «مركز نجيبويه للمخطوطات وخدمة التراث».
وقد اعتمد التحقيق على نسختين أصليتين للوغليسية موجودتين في «مركز نجيبويه للمخطوطات وخدمة التراث»، وهما مكتوبتان بخط مغربي واضح.
أما النسخة الثالثة من المخطوط، في مائة وأربعة وسنتين (164) صفحة، فهي موجودة في خزانة «مؤسسة الملك عبد العزيز آل سعود للدراسات الإسلامية والعلوم الإنسانية» في الدار البيضاء.

## شروح الوغليسية

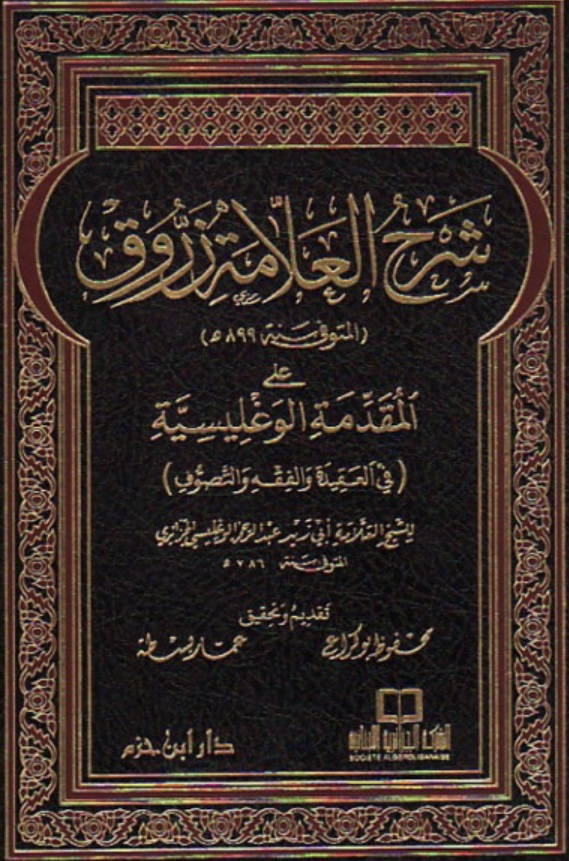
شرح أحمد زروق لكتاب الوغليسية

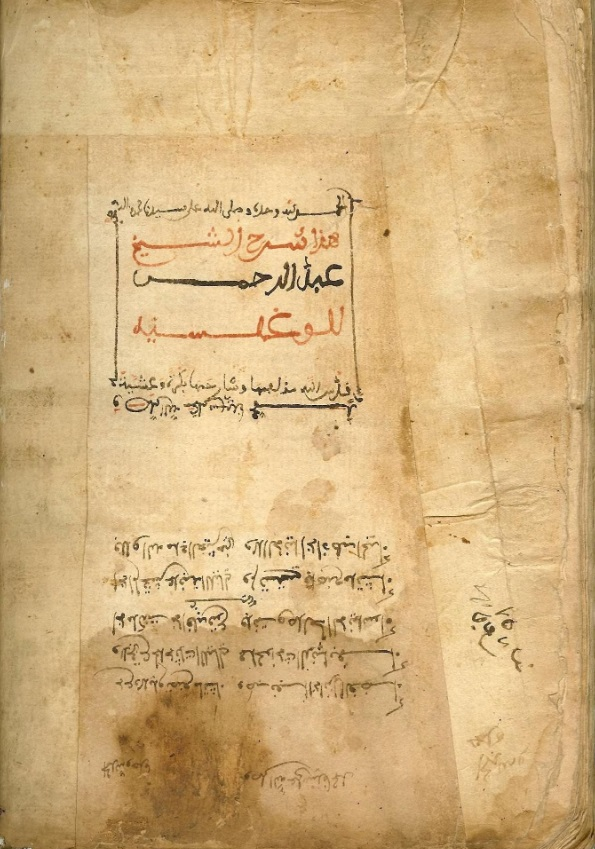
مخطوط شرح "عبد الرحمن الصباغ" على متن الوغليسية

اعتنى أهل العلم بهذه المقدمة، فتجلى ذلك في ما سجَّلته كتب التراجم والفهارس من شروح عليها، فتنسب بعضها شرحاً للمؤلف الوغليسي، وشروحا أخرى منها ما هو مطبوع متداول، ومنها ما لم يكتمل، ومنها المخطوط غير المحقق وغير المطبوع.
فقام بذلك العديد من العلماء بشرح المقدمة الوغليسية في تآليف من بينها:

### شرح العلامة أحمد زروق
تم شرح مقدمة سيدي بوزيد الوغليسي في كتاب «شرح العلامة زروق على المقدمة الوغليسية في العقيدة والفقه والتصوف».
وألف هذا الشرح العلامة أحمد زروق، وتم تحقيقه من طرف «محفوظ بوكراع» و «عمار بسطة» في مائتين وأربع وخمسين (254) صفحة صادرة عن دار ابن حزم في بيروت خلال عام 1431هـ الموافق لسنة 2010م.
وهناك مخطوط نفيس في جزءين لهذا الشرح بالخط الحجري.
ويعنى الجزء الأول بالفقه المالكي والعبادات كالحلال والحرام والصلاة والطهارة والصوم وغيرها، ويعنى الجزء الثاني بالتصوف أخلاقا وسلوكا.
وهناك نسخة من مخطوط شرح زروق للوغليسية في «مؤسسة الملك عبد العزيز آل سعود للدراسات الإسلامية والعلوم الإنسانية» ومقرها في الدار البيضاء.

### شرح عبد الكريم الزواوي
تم شرح مقدمة سيدي الوغليسي في مخطوط كتاب «شرح الوغليسية» من طرف الفقيه «عبد الكريم الزواوي».
زعنوان هذا الشرح هو «عمدة البيان في معرفة فرائض الأعيان» للإمام «أبي محمد عبد الكريم بن علي الزواوي» من علماء القرن التاسع الهجري ببجاية يشرح فيه المقدمة الوغليسية ويتناول فيه ماهو معلوم من الدين بالضرورة للناشئة والراشدين من التوحيد والطهارة وفقه العبادات والتزكية والأخلاق على نهج علماء المالكية في تصانيفهم الفقهية.

### شرح عبد الرحمن الصباغ
تم شرح مقدمة سيدي الوغليسي في مخطوط كتاب «شرح الوغليسية» من طرف الفقيه «عبد الرحمن الصباغ».
وهذا الشرح الفقهي كُتِبَ بخط مغربي من طرف الناسخ «محمد بن القاسم اليعمري» خلال عام 1191هـ (1776م) في مائة وستين (160) صفحة.
ويوجد مخطوط لهذا الشرح في خزانة المخطوطات داخل مكتبة الشيخ الموهوب أولحبيب ببجاية في منطقة القبائل الجزائرية.

### شرح أبي عبد الله السنوسي
تم شرح مقدمة سيدي الوغليسي في كتاب «شرح الوغليسية».
وألف هذا الشرح العلامة أبي عبد الله السنوسي.

### شرح أبي الحسن اللخمي
تم شرح مقدمة سيدي الوغليسي في كتاب «شرح الوغليسية» من طرف الفقيه أبي الحسن اللخمي.

### شرح أبي علي الشوشاوي السملالي
تم شرح مقدمة سيدي الوغليسي في كتاب «شرح الوغليسية» من طرف الفقيه «أبي علي الحسين بن علي بن طلحة الشوشاوي السملالي».